# Peter Snickars
Carl Peter Snickars, född 8 december 1955 i Vasa, död 9 februari 2015 i Vasa, var en finländsk skådespelare, dramatiker och regissör.
Snickars studerade vid Teaterhögskolan i Helsingfors 1975–1979. Snickars verkade som skådespelare vid flera teatrar, bland annat Wasa Teater, Teater AVOS, Åbo Svenska Teater, Skolteatern, Bryggeriteatern, Gotlands läns Teater, Teater Västernorrland och Närpes Teater. Han var teaterchef vid Wasa Teater och Åbo Svenska Teater.
Peter Snickars avled efter en längre tid med en hjärntumör.

## Filmografi i urval
- 1992 – Krigarens hjärta
- 2007 – Colorado Avenue
- 2016 – Tills cancern skiljer oss åt

## Filmmanus i urval
- 1999 – Gösta och Olivia
- 2001 – Cinema Festa
- 2004 – Stjärnregn
- 2008 – Glenn /Bästa TV-film i Finland (Venla) 2008

## Filmregier i urval
- 1999 – Två kokta i ett bröd
- 2000 – Röda Drömmar, Gösta och Olivia
- 2001 – Vita Fjädrar
- 2005 – Stjärnregn

## Teaterregier i urval
- 1979 Astrid Lindgren: Rasmus på luffen/Närpes Teater
- 1983 Sigfrid Siwertz: Mälarpirater/Wasa Teater
- 1985 Aleksis Kivi: Sju bröder/Närpes Teater
- 1986 Druon: Tistou, pojken med de gröna fingrarna/Skolteatern, A. Fugard: Blodsbandet/Teater Avos,
- 1988 R. Karlsson-H. Nylund:Vid gränsen/Åbo Svenska Teater
- 1989 B. Lindgren: Sagan om den lilla farbrorn/ TeatteriKipinä (Södertälje),T. Rautavaara: Lauluni aiheet/ TeatteriKipinä
- 1992 L. Huldén – P. Snickars: Resan till Raivola/Närpes Teater, Dave Freeman:Aldrig i livet/Wasa Teater
- 1994 P. Snickars – L.Eriksson: Ungdomskällan/Närpes Teater
- 1996 Athol Fugard: Hello and goodbye/ Länsteatern på Gotland
- 1997 Charles Dickens: Oliver Twist/Teater Gríma, Färöarna
- 1998 Andrew Lloyd-Webber Jesus Christ Superstar/Härnösand
- 2004 Snickars: Under polstjärnan/ Närpes Teater, Snickars-Holmberg: En vacker dag/Kramfors
- 2005 Snickars: Under liten himmel/ Wasa Teater
- 2006 Arto Paasilinna-Smeds: Harens år/ Wasa teater, Snickars:När vinden vänder/ Närpes Teater
- 2007 Snickars: Janis! En Rocklegend/ Wasa teater
- 2008 Henrik Ibsen: Peer Gynt/ Wasa teater, Snickars:Sommaren med Sputnik/ Närpes Teater, Snickars: Jag ångrar ingenting/ Wasa teater
- 2009 Robert Harling: Blommor av Stål/Wasa Teater, Snickars: Två ljus i fönstret/Wasa Teater
- 2010 Sofi Oksanen: Utrensning/Wasa Teater, Åbo Svenska Teater
- 2011 Snickars: Du Wida Wackra Wilda Wäst, Närpes Teater

## Dramatik i urval
- 1979 Vilken feeling, ungdomspjäs. (Tillsammans med Pekka Sonck)
- 1994 Ungdomskällan, helaftonspjäs. (med L. Eriksson)
- 2003 Klappa och chapoklack, Barnpjäs, En vacker dag, Musikal om händelserna i Ådalen 1931 (Tillsammans med Bo R Holmberg)
- 2005 Under liten himmel, helaftonspjäs
- 2006 När vinden vänder, helaftonspjäs, Om hundra år, helaftonspjäs (Tillsammans med Magdalena Snickars)
- 2007 Janis! En rocklegend, helaftonspjäs
- 2008 Jag ångrar ingenting, helaftonspjäs, Sommaren med Sputnik, helaftonspjäs
- 2009 Två ljus i fönstret, helaftonspjäs, Nominerad till Lea, bästa pjästext i Finland 2009
- 2011 Du Wida Wackra Wilda Wäst, helaftonspjäs